# 베른 조약
베른 조약(Treaty of Bern, 공식 이름: 일반 우편 연합의 형성에 관한 조약, Treaty concerning the formation of a General Postal Union)은 1874년 10월 9일에 체결된 조약으로, 오늘날 만국 우편 연합으로 알려진 일반 우편 연합(General Postal Union)이 설립되었다. 조약이 체결된 스위스 도시 베른의 이름을 딴 이 조약은 1874년 9월 15일 스위스 정부가 소집한 국제 회의의 결과였다. 이 회의에는 22개국 대표가 참석했다. 회의 계획은 1870~1871년 프랑스-독일 전쟁이 끝난 후 중립국 스위스에 국제 우편 회의 조직을 요구한 독일 제국 우편국의 하인리히 폰 스테판 체신에 의해 작성되었다.
이 조약의 목적은 서로 다른 우편 서비스와 규정을 통일하여 국제 우편물이 자유롭게 교환될 수 있도록 하는 것이었다. 조약의 서명국은 독일 제국, 오스트리아-헝가리, 벨기에, 덴마크, 이집트, 스페인, 미국, 프랑스, 영국, 그리스, 이탈리아, 룩셈부르크, 네덜란드, 포르투갈, 루마니아, 러시아 제국, 세르비아, 스웨덴-노르웨이, 스위스, 오스만 제국이다.
원래는 일반 우편 연합(General Postal Union)으로 불렸으나, 조약에 따라 설립된 조직은 회원 수가 많아 1878년에 만국 우편 연합(Universal Postal Union)으로 이름이 변경되었다. 10월 9일을 세계 우편의 날(World Post Day)로 기념하여 조약이 체결된 날을 기념하고 있다.
베른 조약은 체결 이후 여러 차례 수정되었다. 1964년 7월 10일, UPU는 이 조약을 만국 우편 연합(Universal Postal Union)의 새로운 헌법에 통합시켰으며, 현재 이 조약은 UPU에 가입하려는 국가가 비준하는 조약이다.
아비장에서 열린 2021년 만국 우편 연합 회의는 베른 조약에 또 다른 중요한 변화를 가져왔다. 이전에는 의회 합의의 유효 기간이 4년에 불과했지만, 조약이 발효된 2022년 7월 1일부터 이제 더 이상 유효 기간이 제한되지 않는다.